# Казапрота
Казапро̀та (на италиански: Casaprota) е село и община в Централна Италия, провинция Риети, регион Лацио. Разположено е на 523 m надморска височина. Населението на общината е 774 души (към 2010 г.).